# John Jay report
Le John Jay report est le nom couramment donné à une étude de 2004 réalisée par le John Jay College of Criminal Justice. Son véritable titre est La nature et l'ampleur du problème des abus sexuels sur mineurs par les prêtres et les diacres catholiques aux États-Unis. Étant l'étude la plus fournie concernant les abus sexuels sur mineurs dans l'Église catholique aux États-Unis, c'est la source de statistiques la plus couramment employée sur ce sujet.

## Contexte
En juin 2002, à la suite des scandales d'abus sexuels au sein de l'Église catholique aux États-Unis, la conférence des évêques se réunit à Dallas et adopte une Charte de protection des enfants et des jeunes. Cette charte met sur pied une commission d'étude nationale qui se voit confier la responsabilité de commander une étude, avec la pleine collaboration des diocèses et éparchies, sur la nature et l'ampleur du problème des abus sexuels sur mineurs par des membres du clergé. La commission charge le John Jay College of Criminal Justice de l'Université de la Ville de New York d'étudier et d'analyser les allégations d'abus sexuels dans les diocèses catholiques des États-Unis. La période couverte par cette étude s'étend de 1950 à 2002. Son résultat fut un rapport remis à la commission d'étude nationale, intitulé La nature et l'ampleur du problème des abus sexuels sur mineurs par les prêtres et les diacres catholiques aux États-Unis, et couramment dénommé le John Jay report.

## Résumé du rapport
Le John Jay report établit que, pour la période 1950-2002, un total de 10 667 personnes ont allégué avoir subi des abus sexuels. Ces accusations concernent 4 392 prêtres, soit 4 % des 109 694 prêtres qui ont exercé leur ministère aux États-Unis dans la période couverte par l'étude. Sur ce nombre, 3 300 n'ont pas fait l'objet d'enquête, le prêtre concerné étant décédé avant qu'une plainte ne soit portée contre lui. Parmi les plaintes restantes, les diocèses ont trouvé matière à donner suite dans 6 700 cas, tandis que 1 000 autres étaient trop peu étayés.
Le nombre de plaintes pour de tels abus a augmenté dans les années 1960, connu un maximum dans les années 1970, avant de décliner dans les années 1980 et de revenir durant les années 1990 aux niveaux observés dans les années 1950.
Parmi les 4 392 prêtres accusés, 1 021 ont fait l'objet d'une enquête de police, et parmi eux, 384 ont été mis en examen, ce qui aboutira à 252 condamnations dont 100 à des peines de prison.
Ainsi, jusque-là, 6 % de tous les prêtres contre lesquels des accusations ont été portées ont été condamnés et 2 % ont reçu des peines de prison,. Selon le John Jay report, un tiers des accusations ont été portées au cours des années 2002 et 2003, un autre tiers l'ayant été entre 1993 et 2001.

## Méthodologie
L'étude s'est basée sur des enquêtes compilées par 97 % des diocèses catholiques des États-Unis.
Dans les enquêtes transmises à l'équipe de recherche, les informations contenues dans les archives diocésaines sur chaque prêtre accusé ainsi que sur chaque plainte étaient filtrées, de sorte que l'équipe de recherche n'ait accès ni au nom des prêtres accusés ni au nom du diocèse qui les emploie. Le John Jay report présente les résultats globaux, mais les diocèses ont été encouragés à produire leurs propres rapports d'étude à partir des enquêtes qu'ils avaient compilées.

## Nature du problème

### Analyse des abus allégués
Le rapport définit les abus sexuels comme "les contacts ou les interactions entre un mineur et un adulte, quand le mineur est utilisé comme objet de gratification sexuelle par l'adulte".
Ainsi, le rapport considère notamment comme des allégations d'abus sexuels les cas où les contacts physiques ou sexuels ont été faits sans contrainte physique.
L'étude du John Jay College établit que "de même que dans la population générale, les abus sexuels sur mineurs au sein de l'Église catholique semblent être commis par des hommes proches des enfants qu'ils auraient agressé". De plus, "de nombreux [agresseurs] semblent utiliser des tactiques de grooming pour amener les enfants à se laisser faire, et l'agression se produit au domicile de l'agresseur ou de sa victime". L'étude décrit des exemples de procédés employés pour acquérir la confiance des enfants : achat de petits cadeaux, laisser la victime conduire une voiture, l'amener à un événement sportif. Le contexte le plus fréquent à la suite duquel les abus se sont produits est celui d'une fête ou d'un événement au cours de laquelle le prêtre fait la connaissance de la famille de la victime.
Le John Jay report dresse l'inventaire de plus de vingt types d'abus sexuels, depuis le harcèlement verbal jusqu'à la pénétration sexuelle. Il indique que la plupart des agresseurs ont recours à plusieurs types d'agressions. Selon le rapport, seuls 9 % des accusés se seraient contentés d'actes limités à des attouchements par-dessus les vêtements de la victime.
Légèrement plus de 27 % des allégations portaient sur des rapports sexuels oraux et 25 % concernaient une pénétration ou tentative de pénétration. La plupart des allégations concernent les attouchements au-dessus ou au-dessous des vêtements.

### Profil des victimes
Une écrasante majorité des victimes (81 %) sont de sexe masculin. Une majorité des victimes sont des adolescents pubères et seule une petite proportion des prêtres ont été accusés d'abus contre des enfants n'ayant pas atteint la puberté.
Le John Jay Report a montré que moins de 6 % des victimes avaient 7 ans ou moins. 16 % des victimes avaient entre 8 et 10 ans.
La plupart des victimes relèvent donc de l'éphébophilie plutôt que de la pédophilie.

### Profil des agresseurs
Au moment de la première occurrence de l'abus sexuel allégué, la moitié des prêtres concernés avaient 35 ans ou moins. Dans moins de 7 % des cas, il a été indiqué que les prêtres accusés avaient eux-mêmes subi des abus physiques, sexuels ou émotionnels dans leur enfance. Même si 19 % des prêtres accusés avaient des problèmes d'alcoolisme ou d'usage de stupéfiants, seuls 9 % étaient sous l'emprise de la drogue ou de l'alcool durant l'agression. Presque 70 % des prêtres agresseurs avaient été ordonnés avant 1970, et avaient été formés dans des séminaires pré-Vatican II ou des séminaires qui n'avaient guère eu le temps de s'adapter aux réformes de Vatican II.
Parmi les prêtres accusés d'abus sexuels, 59 % n'étaient mis en cause que pour une seule allégation, contre 41 % qui l'étaient plusieurs fois. Un peu moins de 3 % des prêtres, soit 149 prêtres, ont eu à faire face à plus de 10 accusations. Ces 149 prêtres représentaient à eux seuls un total de 2 960 allégations, soit le quart des incidents reportés par l'étude.

## Analyse des réactions au niveau diocésain

### Le problème des prêtres réaffectés
Certains évêques ont été fortement critiqués pour avoir déplacé des prêtres de paroisse en paroisse, où ils pouvaient toujours avoir des contacts avec des mineurs, plutôt que de chercher à les exclure définitivement de la prêtrise,. Pour tempérer ces critiques, on a pu faire remarquer que les administrateurs des écoles publiques suivaient une démarche analogue face aux accusations visant des enseignants, et de même pour les Boy Scouts of America,.
En réponse aux critiques sur la rapidité et l'efficacité de l'action de la hiérarchie catholique pour retirer les prêtres accusés d'abus sexuels, les évêques actuels ont répondu que la hiérarchie n'avait pris que récemment la mesure du danger qu'il y avait à déplacer les prêtres d'un paroisse à une autre et de ne pas aviser leurs ouailles des problèmes rencontrés dans leur ministère précédent.
Ainsi le cardinal Roger Mahony, archevêque de Los Angeles, reconnaît : "Nous avons dit plusieurs fois que... notre compréhension du problème et de la façon dont il se traite a évolué, et que les gens ne réalisaient pas à quel point ce problème était sérieux ; et ainsi, plutôt que de retirer les gens de leur ministère directement et entièrement, ils étaient déplacés.".
Du point de vue légal, la critique la plus grave a été portée contre les diocèses qui n'ont pas reporté les faits allégués à la police. En réponse, les législateurs de différents états ont changé la loi pour rendre la dénonciation de tels abus à la police obligatoire. Ainsi, en 2002, le Massachusetts a passé une telle loi.

### Le recours aux thérapies
Au lieu de contacter la police, de nombreux diocèses ont enjoint aux prêtres agresseurs de suivre un traitement et une évaluation psychologiques. Selon le John Jay report, environ 40 % des prêtres concernés par une accusation d'abus sexuel ont participé à un tel programme de traitement. Plus un prêtre était visé par des allégations, plus souvent on l'envoyait suivre un traitement,,.
En réponse à ces attaques, les diocèses ont répondu qu'en réassignant les prêtres après traitement, les évêques avaient agi en se basant sur les meilleurs avis médicaux de l'époque, suivant en cela une politique analogue à celle du système d'éducation publique des États-unis confronté au problème des enseignants accusés[réf. nécessaire]. Ainsi certains évêques et psychiatres ont affirmé que les connaissances psychologiques de l'époque laissaient entendre que les coupables pouvaient être guéris de leurs penchants par une thérapie,.

### Facteurs ayant contribué au problème des abus
Le John Jay report a mis en avant un certain nombre de facteurs expliquant l'ampleur du problème des abus sexuels sur mineurs:
- la hiérarchie n'a pas saisi la gravité du problème ;
- une trop forte crainte du scandale ;
- l'utilisation de centres de traitement non qualifiés ;
- une volonté mal avisée de pardonner ;
- une prise de responsabilité insuffisante.